# Fortescue Dave Forrest Airport
Fortescue Dave Forrest Airport är en flygplats i Australien. Den ligger i kommunen East Pilbara och delstaten Western Australia, omkring 1 100 kilometer norr om delstatshuvudstaden Perth. Fortescue Dave Forrest Airport ligger 479 meter över havet.
Trakten runt Fortescue Dave Forrest Airport är nära nog obefolkad, med mindre än två invånare per kvadratkilometer.. Det finns inga samhällen i närheten.
Omgivningarna runt Fortescue Dave Forrest Airport är i huvudsak ett öppet busklandskap. Genomsnittlig årsnederbörd är 477 millimeter. Den regnigaste månaden är januari, med i genomsnitt 210 mm nederbörd, och den torraste är augusti, med 1 mm nederbörd.